# Лезгинка
Лезгинка је врста фолклорног плеса који је добио име по кавкашком људству Лезгини. Плес је врло популаран у рејону Кавказа и околним људствима (Осети, Чечени, Дагестанци, Ингуши, Грузини, ...).
Лезгинка се плеше у соло начину или у пару. Мушка улога је значајно живија са брзим кретањима, док је женска улога врло мирнија и спорија са кратким корацима и спорим кретњама.